# Idris limbus
Idris limbus är en stekelart som beskrevs av Kononova 1995. Idris limbus ingår i släktet Idris och familjen Scelionidae. Inga underarter finns listade i Catalogue of Life.